# طوابعية

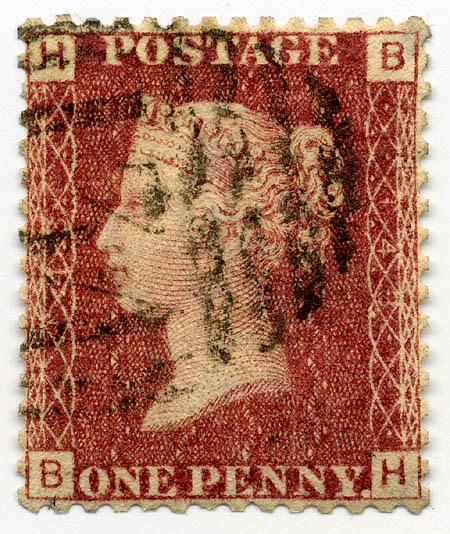
استعمل طابع بيني ريد (Penny Red) في UK لسنوات عديدة، ويأتي بشكل مئات من الأشكال المختلفة التي تخضع لدراسة مفصلة من قبل هواة الطوابع.

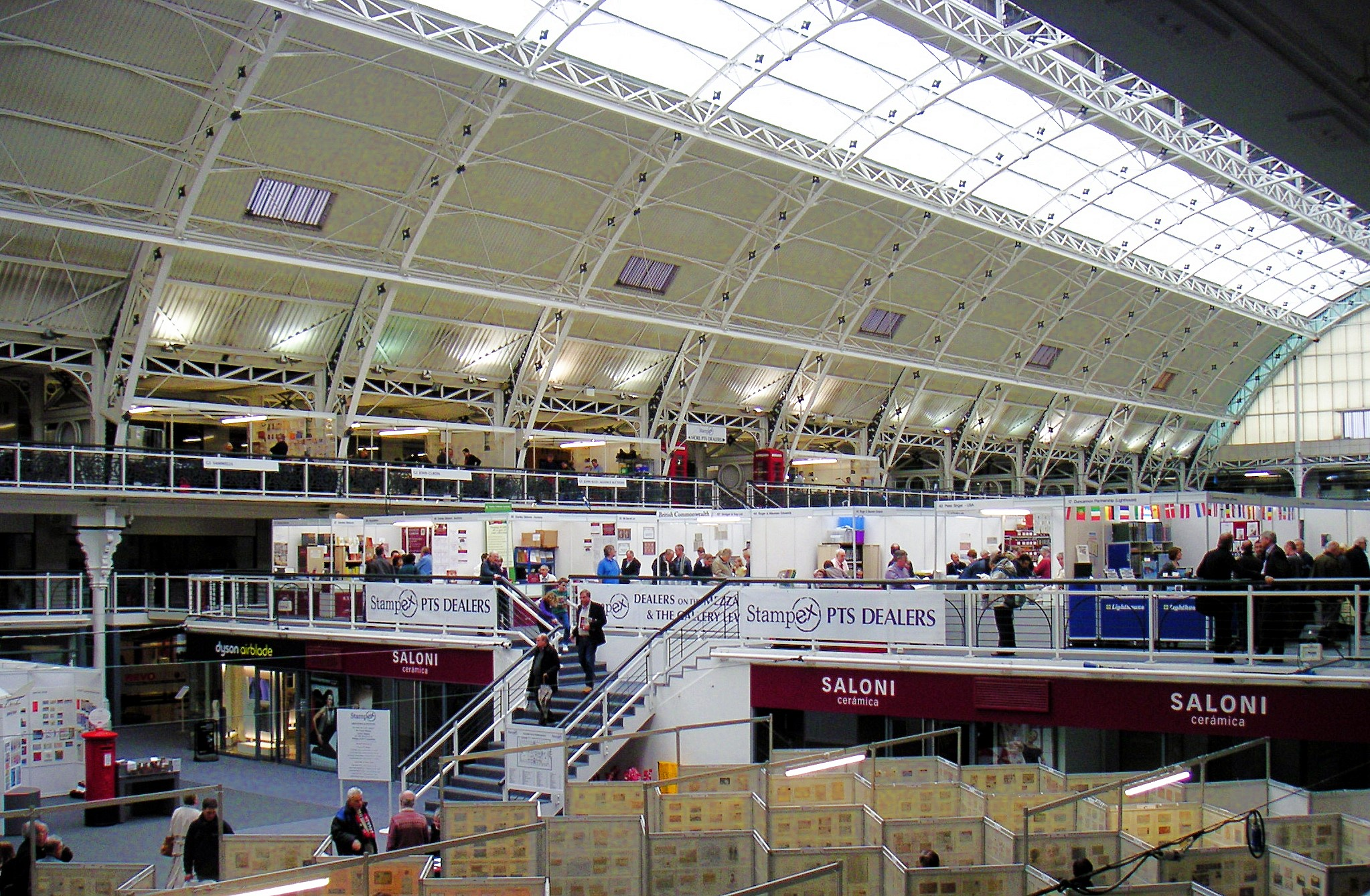
معرض طوابع (معرض لهواة جمع الطوابع) يلتقي فيه هواة جمع الطوابع والتجار.

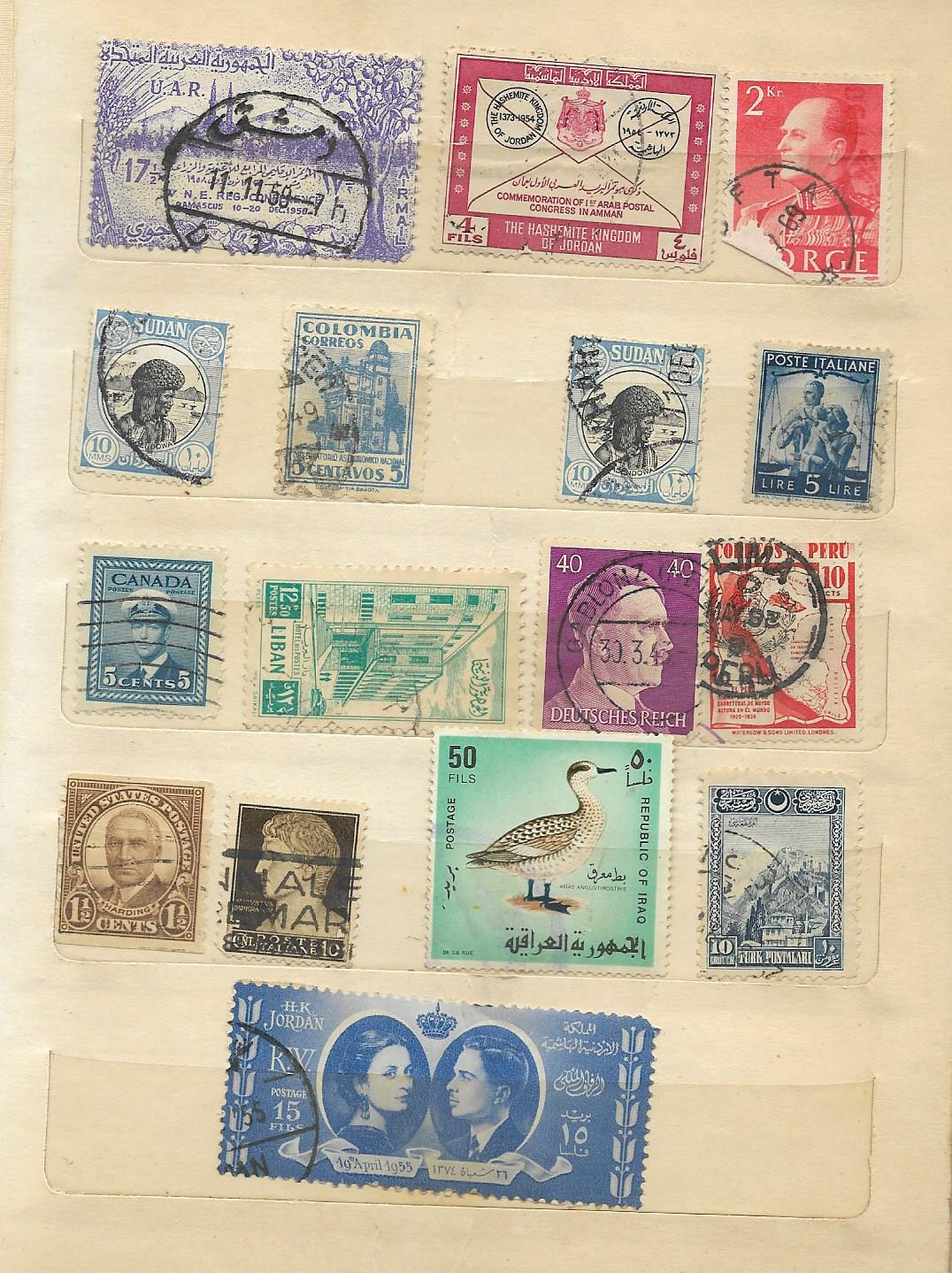
مجموعة من الطوابع محفوظة في ألبوم طوابع

الطوابعية عبارة عن دراسة طوابع البريد والتاريخ البريدي وغيرها من الموضوعات المتعلقة بذلك. وتشتمل الطوابعية على أكثر من جمع الطوابع، والتي لا تنطوي بالضرورة على دراسة الطوابع. ومن الممكن أن يكون الشخص من هواة جمع الطوابع ودراستها دون أن يكون مالكًا لطوابع بريدية. على سبيل المثال، قد تكون الطوابع قيد الدراسة نادرة جدًا أو موجودة في المتاحف فقط.

## أصل الكلمة
يرجع أصل كلمة «هواية جمع الطوابع البريدية» إلى النسخة الإنجليزية من الكلمة الفرنسية "philatélie"، التي صاغها جورج هيربن في عام 1864. وذكر هيربن أنه هناك طوابع جمعت وتمت دراستها على مدى السنوات الست أو السبع السابقة وكانت في حاجة إلى اسم أفضل للهواية الجديدة من timbromanie، الذي كان غير مرغوب فيه. وهي مشتقة من الأصل اليوناني phil أو philo، والذي يعني الجذب أو التقارب نحو شيء ما، وateleia، والذي يعني «معفى من الرسوم والضرائب» لتشكيل «الطوابعية». إن إنشاء وإصدار الطوابع البريدية هو لأجل إستلام الرسائل والخطابات مجانا، في حين أنهُ في فترة ما قبل طباعة وإصدار الطوابع كان من الطبيعي دفع رسوم بريدية عن طريق الشخص المستلم للخطابات.
والمصطلحات البديلة مثل "timbromania" و"timbrophily" و"timbrology" قد انخفض استخدامها تدريجيًا لأن مصطلح الطوابعية قد لقى قبولاً واستحسانًا خلال حقبة عقد الستينيات من القرن الثامن عشر.

## الأصول
تكمن أصول مصطلح الطوابعية في ملاحظة وتمييز الطوابع المتشابهة على ما يبدو ولكن الدراسة عن كثب قد يوضحان الاختلافات في التصميم المطبوع والورقة والعلامة المائية واللون والتخريم وبعض المناطق الأخرى من الطوابع. وقد تشير أو لا تشير المقارنة مع سجلات هيئات البريد إلى أن الاختلافات كانت متعمدة، الأمر الذي يفتح الباب أمام مزيد من الاستفسارات عن الكيفية التي يمكن من خلالها إحداث التغييرات ولماذا حصلت. ولكي تكون الأمور أكثر إثارة للاهتمام، فقد حصلت الآلاف من عمليات التزوير على مدى العديد من السنوات، وبعضها كان جيدًا جدًا، والمعرفة الوافية بالطوابعية تعطي بصيصًا من الأمل في الكشف عن عمليات التزييف هذه.

## الأنواع
الطوابعية التقليدية هي دراسة الجوانب الفنية لإنتاج الطوابع وتحديدها، بما في ذلك:
- عملية الطوابع؛
- الورق المستخدم (النسيج، الوضع، وما إلى ذلك، بما في ذلك العلامات المائية)؛
- طريقة الطباعة (النقش، الطباعة، وما إلى ذلك)؛
- الصمغ؛
- طريقة الفصل (التخريم، سلسلة الثقوب الفاصلة)؛
- أي عملية أخرى من عمليات طبع المواد الإضافية على الطوابع؛
- أي علامات أمنية أو كتابات مطبوعة خلف الطوابع أو الأحرف الأولى المثقبة ("perfins")؛
- دراسة هواة جمع الطوابع المزورة والمزيفة.

الطوابعية الموضوعية، والمعروفة أيضًا باسم الطوابعية المحلية، وهي دراسة ما هو مبين على الطوابع. وهناك المئات من المواضيع الشائعة، مثل الطيور والسفن والشعراء والرؤساء والملوك والخرائط والطائرات والمركبات الفضائية والرياضة والحشرات المرسومة على الطوابع. وتشتمل الجوانب المثيرة للاهتمام الخاصة بالطوابعية المحلية على أخطاء التصميم والتعديلات، على سبيل المثال، التحرير الأخير للسجائر من الصور المستخدمة لطوابع الولايات المتحدة، وخاصة القصص المتعلقة بكيفية استخدام الصور.
التاريخ البريدي يركز على استخدام الطوابع على القرطاسية البريدية. ويشتمل على دراسة العلامات البريدية ومكاتب البريد وهيئات البريد والأسعار واللوائح البريدية والعملية التي يتم من خلالها نقل الخطابات من المرسل إلى المتلقي، بما في ذلك الطرق وخيارات النقل. والمثال التقليدي على ذلك هو خدمة بوني إكسبرس، والتي كانت الطريقة الأسرع لإرسال الخطابات في جميع أنحاء الولايات المتحدة خلال الأشهر القليلة التي عملت فيها. الغطاءات التي يمكن إثبات أنه قد ارسلت من قبل بوني إكسبرس وتحظى بتقدير كبير من قبل هواة جمع الطوابع.
الطوابعية الجوية عبارة عن فرع من التاريخ البريدي المتخصص في دراسة البريد الجوي. وقد لاحظ هواة جمع الطوابع تطور نقل البريد عن طريق الجو منذ البداية، كما أن جميع جوانب الخدمات البريدية قد تمت دراستها وتوثيقها على نطاق واسع من قبل المتخصصين.
القرطاسية البريدية تحتوي على المظاريف المختومة والبطاقات البريدية وأوراق الخطابات ورسالة جوية مظروفة (أوراق الخطابات الجوية) والأغلفة، ومعظمها يحتوي على طابع مطبوع أو ختم مطبوع أو إشارة ختم بريد التي تشير إلى الدفع المسبق للطوابع.
طوابعية سندريلا هي دراسة الكائنات التي تبدو وكأنها طوابع ولكنها ليست طوابع بريدية. تشتمل النماذج على أختام عيد الفصح وملصق عيد الميلاد والتسميات الدعائية وما إلى ذلك.
أدب الطوابعية يوثق نتائج دراسة علم هواة جمع الطوابع ويضم آلاف الكتب والدوريات.
طوابعية الإيرادات هي دراسة الطوابع المستخدمة في جمع الضرائب أو الرسوم على أشياء مثل الوثائق القانونية ورسوم المحكمة والإيصالات والتبغ والمشروبات الكحولية والمخدرات والأدوية وبطاقات اللعب وتراخيص الصيد والصحف.
البطاقات المتطابقة هي دراسة بطاقات ماكسيمم. ويمكن تعريفها على أنها البطاقات البريدية التي تحمل صورة وطابعًا بريديًا يحمل نفس الصورة إلى جانب الإلغاء، مع التوافق بين الثلاثة بأقصى حد من التوافق.

## الأدوات
تستخدم الطوابعية عدة أدوات، منها ملقاط الطوابع (شكل متخصص من الملاقط) لمعالجة الطوابع بأمان وعدسة مكبرة قوية معيار تخريم (أودونتوميتر (odontometre)) لقياس معيار تخريم الطابع.
ويعد تحديد العلامات المائية أمرًا مهمًا ويمكن أن يتم بالعين المجردة من خلال قلب الطابع أو توجيهه للضوء. وفي حالة فشل ذلك يمكن استخدام سوائل العلامات المائية التي «تبلل» الطابع للكشف عن العلامة.
وتشتمل الأدوات المعروفة الأخرى على كتالوج الطوابع ودفاتر الجرد ومفاصل الطوابع.

## المنظمات
نشأت المنظمات التي تهتم بهواة جمع الطوابع ودراستها قريبًا بعد أن بدأ الناس في جمع الطوابع ودراستها. وتشمل الأندية المحلية والوطنية والدولية والمجتمعات والجمعيات حيث يجتمع جامعو الطوابع معا لتبادل هوايتهم.

## القراءات المقترحة
- Sefi, A.J. An Introduction to Advanced Philately, with special reference to typical methods of stamp production. London: Rowley & Rowley, 1926. (2nd edition 1932) (Electronic facsimile edition الجمعية الملكية لهواة الطوابع 2010.)
- Sutton, R.J. & K.W. Anthony. The Stamp Collector's Encyclopaedia. 6th edition. London: Stanley Paul, 1966.
- ليون نورمان وليامز & M. Fundamentals of Philately. State College: The American Philatelic Society, 1971.

## وصلات خارجية
- Can Plastic Films Damage My Stamps? Translated from an article by Ib Krarup Rasmussen published in Dansk Filatelistisk Tidsskrift Number 4, 2008.
- Stamps and Plastics – the Good and the Bad by Roger Rhoads, 2009.
- The Philatelic Database - Archive of Stamp Collecting Articles
- طوابع جديدة في العالم دليل جديد من القضايا طابع بريدي (في اللغة الإنجليزية، ولكن الترجمة العربية المتاحة)